# 伝奇
伝奇または伝綺（でんき）は、
1. 現実には起こりそうにない不思議な話。伝奇小説を参照。
2. 中国唐代の文語体の短編小説。伝奇小説を参照。
3. 中国の古典演劇の1つである戯曲（歌劇の一種）の形式の1つ。狭義には2の唐代の文学作品に依ったものを指し、明・清時代に隆盛して南方系の曲調である南曲に合わせて作られた。本項で説明。

伝奇（でんき）は中国の古典演劇の1つ。大体において戯文と同じであるが、整備された大型長編の戯曲として展開したものをいう。曲調も豊富で北曲の一部も兼用された。筋も細かく分けられ、歌唱担当の俳優も複数化し、各本、4、50齣（シュツ）の長さに及んだ。明の嘉靖時代から清の乾隆時代において盛行した当時、流行した崑曲や弋陽腔・青陽腔などで伝奇の脚本を用いて唱歌した。脚本は2600本あまりあったとされ、現存するものは600本あまりである。
最初期の作には臥薪嘗胆の故事をもとにした梁辰魚『浣紗記』がある。著名な作家には湯顕祖・李開先・孔尚任・朱素臣・李玉・洪昇などがおり、著名な作品には明の万暦年間の『牡丹亭』、清初の『桃花扇』『長生殿』などが挙げられる。その後はより通俗的な戯曲が出現し、伝奇は衰退していった。